# Region Aszanti
Region Aszanti – region administracyjny w centralnej Ghanie. Według spisu z 2021 roku liczy ponad 5,4 mln mieszkańców i jest drugim najbardziej zaludnionym regionem Ghany.
Największą i jedną z najważniejszych w kraju grupą etniczną są ludzie Aszanti. Region ten jest największym producentem kakao w Ghanie, jest też ważnym miejscem przemysłu wydobywczego złota.
Według spisu w 2021 roku 71,7% populacji stanowią plemiona Akan, 12,4% Mole-Dagbani, 3,8% Gurma, 3,5% Ewe, 2,6% Mande i 2,4% Grusi.
W jego skład wchodzi 27 dystryktów:
- Adansi North
- Adansi South
- Afigya-Kwabre
- Ahafo Ano North
- Ahafo Ano South
- Amansie Central
- Amansie West
- Asante Akim North
- Asante Akim South
- Atwima Kwanwoma
- Atwima Mponua
- Atwima Nwabiagya
- Bekwai Asante
- Bosome Freho
- Botsomtwe
- Ejisu-Juaben
- Ejura/Sekyedumase
- Kumasi
- Kwabre
- Mampong
- Obuasi
- Offinso
- Offinso North
- Sekyere Afram Plains
- Sekyere Central
- Sekyere East
- Sekyere South.

Historia

Początkowo Aszanti było niezawisłym królestwem. W XIX wieku władcy Aszanti walczyli z Brytyjczykami o kontrolę nad handlem w zachodniej Afryce. Wielka Brytania zaanektowała kraj na początku XX wieku. W roku 1935 władza ponownie powróciła w ręce miejscowej dynastii królewskiej.

## Religia
Struktura religijna w 2021 roku według Spisu Powszechnego:
- protestantyzm – 53,7%,
- islam – 16%,
- inni chrześcijanie – 14,8%,
- katolicyzm – 9,6%,
- inne religie – 4,6%,
- brak religii – 0,91%,
- religie etniczne – 0,41%.